# Adenviken ME02

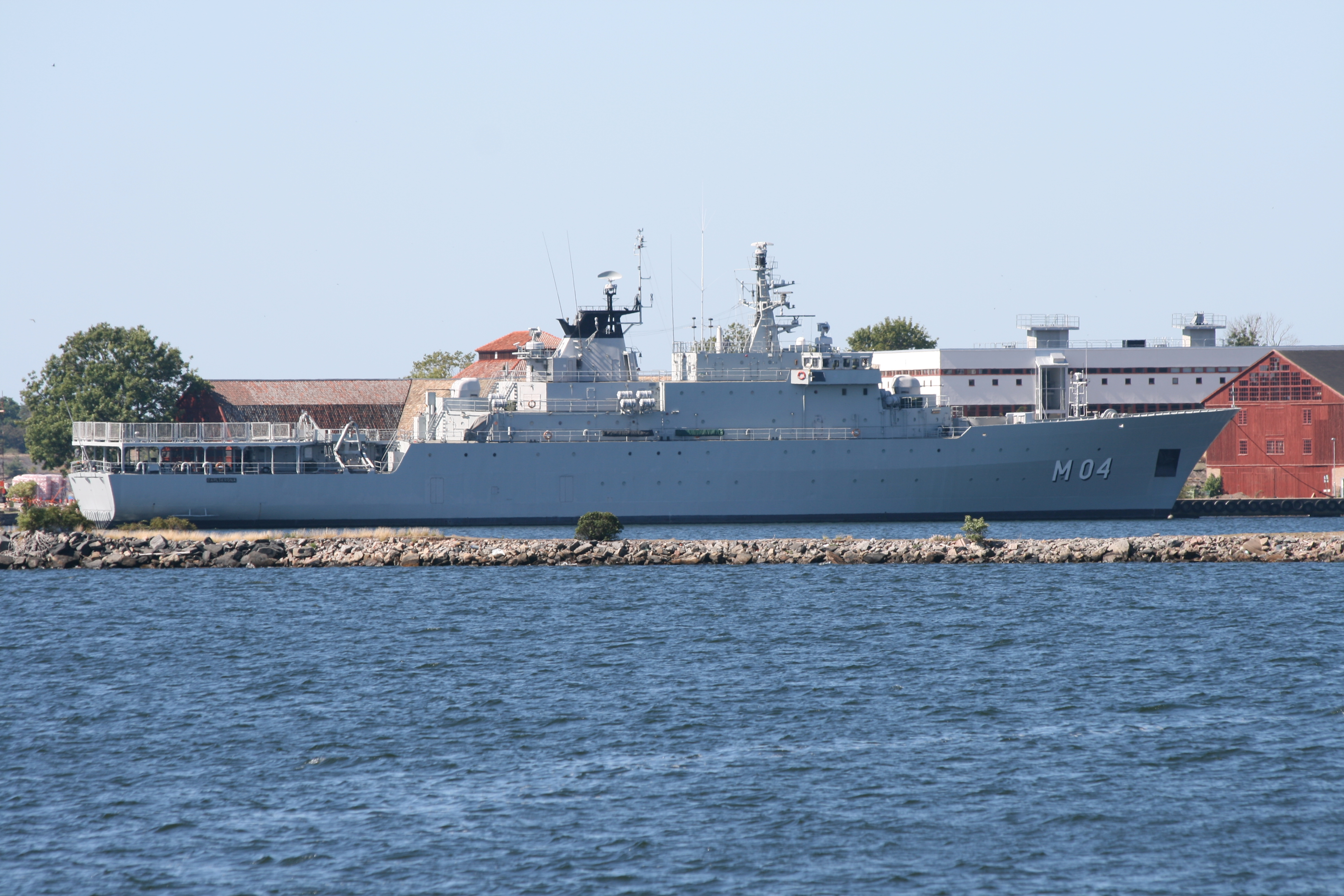
HMS Carlskrona 2008

ME02 var det andra svenska förbandet som deltog i Sveriges bidrag till EU-operationen EU NAVFOR - Operation Atalanta. Från den 14 april 2010 leddes EU:s marina insats från HMS Carlskrona (M04). För första gången inom svenska militära insatser utomlands medverkade också fartygsbaserade helikoptrar, bestående av två Hkp 15 som växelvis grupperades på HMS Carlskrona och på den franska basen i Djibouti.

## Bakgrund
I likhet med tidigare insats, ME01 syftade insatsen till att skydda fartyg som transporterade mat och förnödenheter till Somalia för FN-organet World Food Programme (WFP).

## Referenser

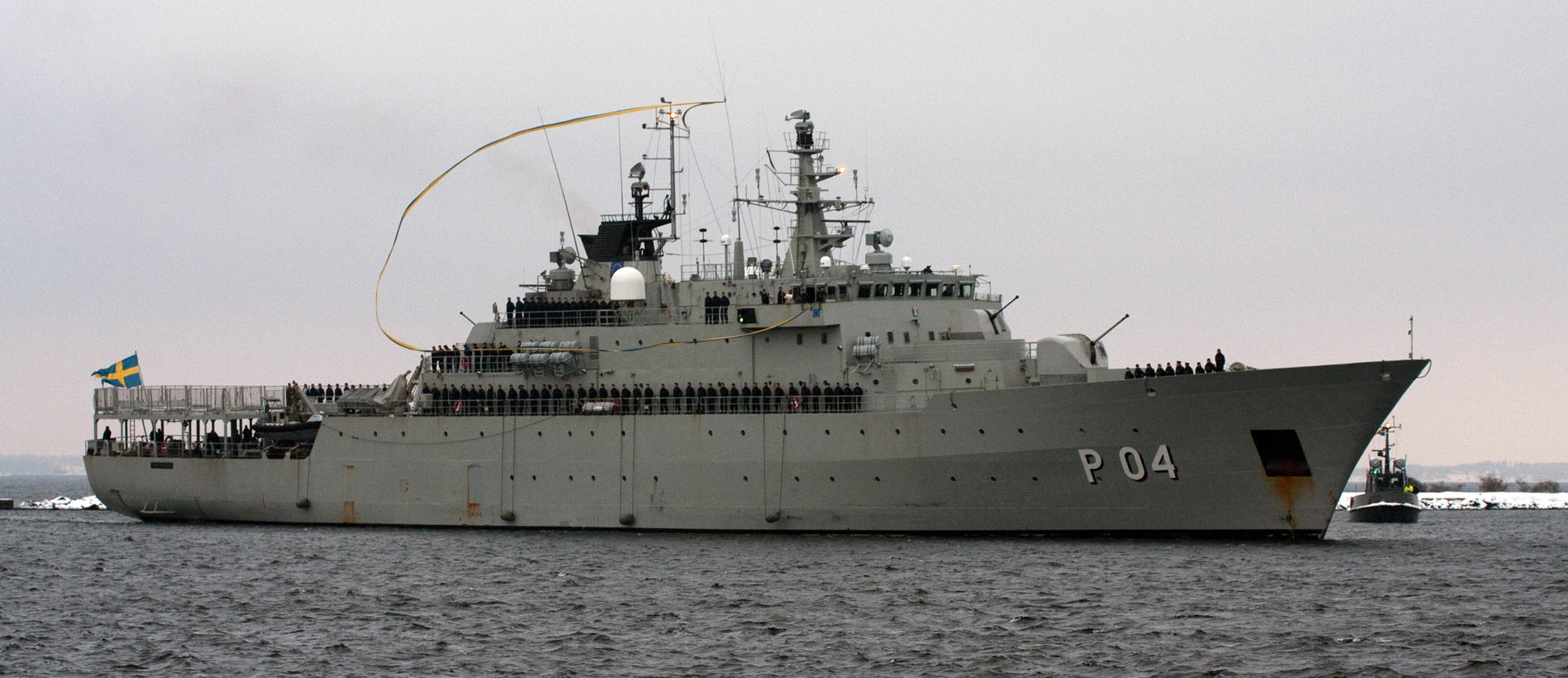
HMS Carlskrona återvänder till Karlskrona 2010-12-05